# Georg Zimmermann (Mundartdichter)
Hans Wilhelm Georg Zimmermann (* 12. Januar 1855 in Wermsdorf; † 21. September 1919 in Loschwitz) war ein sächsischer Mundartdichter, Rezitator und Schauspieler.

## Leben und Wirken
Im Alter von 22. Jahren legte er mit dem Zaubermärchen „Schneewittchen“ sein erstes literarisches Werk vor, dem zahlreiche weitere folgten. Dazu zählen Prinz Nachtigall, Zaubermärchen; Das tägliche Brot, Volksstück; Tollpatsch, Lustspiel; Vor und hinter den Kulissen, Erzählungen; Leichtgeschürzt, Gesangsposse; Puppenfee, Zaubermärch.; Allerhand Märchen; Märchentafeln; Der keusche Joseph, Komödie; Die andere Welt, Volksschauspiel; Prinzessin Wunderschön, Zaubermärchen, des Weiteren eine Reihe Anthologien, darunter: Deutsche Fürsten als Dichter; Fürstliche Schriftsteller des 19. Jahrhunderts. Besondere Bekanntheit erlangte er überdies durch seine sächsischen Dialektdichtungen, die er meist selbst öffentlich rezitierte.